# Æfsati
Æfsati (ossète : Æфсати) est le dieu des animaux sauvages et de la chasse de la mythologie ossète,. Il est le maître des animaux sauvages et le protecteur des chasseurs.